# Nafaría
Nafaría es una entidad de población española de la parroquia de Meredo, perteneciente al concejo de Vegadeo, en la comunidad autónoma de Asturias.

## Toponimia
El lugar puede aparecer referido con las grafías «Nafaría» y «Nafarea».

## Historia
Hacia mediados del siglo XIX, el lugar tenía contabilizada una población de 170 habitantes. Aparece descrito en el duodécimo volumen del Diccionario geográfico-estadístico-histórico de España y sus posesiones de Ultramar de Pascual Madoz con las siguientes palabras:

NAFAREA: l. en la prov. de Oviedo, ayunt. de Ribadeo y felig, de Sta. Maria de Meredo. (V.) pobl.: 34 vec. y 170 almas.
(Madoz, 1849, p. 9)

En 2023, la entidad singular de población tenía empadronados diecisiete habitantes y el núcleo de población, también diecisiete.